# لاتسیو
لاتسیو (به ایتالیایی: Lazio) یکی از ناحیه‌های ایتالیا است.
همسایه‌های این ناحیه عبارتند از: توسکانی، اومبریا و مارکه (از شمال و شمال‌شرق)؛ ابروتسو از شرق؛ مولیزه (جنوب‌شرق) و کامپانیا (از جنوب.) این ناحیه از غرب به دریای تیرنی محدود می‌شود. رم، پایتخت ایتالیا، مرکز این ناحیه است.
لاتسیو مرکز اداری و سیاسی ایتالیا است. کسب و کار در این ناحیه بیشتر به سمت خدمات تمایل دارد. شرکت‌های عمومی ایتالیا مانند انی (شرکت نفت و گاز ایتالیا)، انل (شرکت برق ایتالیا)، الیتالیا (بزرگ‌ترین شرکت هواپیمایی ایتالیا) و رای (رادیو و تلویزیون دولتی ایتالیا) در این ناحیه قرار دارند.
آمفی تئاتر معروف کولوسئوم، پلکان اسپانیایی، فواره تروی، معبد پانتئون، فروم رم در این ناحیه قرار دارند. استودیوی فیلمسازی چینه چیتا که نقش بسزایی در صنعت فیلم‌سازی ایتالیا دارد، در این ناحیه قرار گرفته‌است.
ایل تمپو و لارپوبلیکا از پرمخاطب‌ترین روزنامه‌های ایتالیا در شهر رم چاپ می‌شوند.
باشگاه‌های فوتبال آ.اس. رم و لاتسیو در این ناحیه قرار دارند و بازی‌های المپیک تابستانی ۱۹۶۰در این شهر برگزار شده‌است.
فرودگاه بین‌المللی لئوناردو داوینچی فیومیچینو و فرودگاه چمپینو آن را به قطب پروازهای ایتالیا تبدیل کرده‌اند.
دانشگاه تورورگاتا و ساپینزای رم آن را به قطب علمی ایتالیا تبدیل کرده‌اند.

## جمعیت شناسی
| سال         | میزان جمعیت |
| ۲۰۱۹        | ۵٫۷۷۳٫۰۷۶   |
| ۲۰۲۰        | ۵٫۷۵۵٫۷۰۰   |
| ----------- | ----------- |
| ۲۰۲۱        | ۵٫۷۳۰٫۳۹۹   |
| ۲۰۲۲        | ۵٫۷۱۴٫۸۸۲   |
| زانویه ۲۰۲۳ | ۵٫۷۰۷٫۱۱۲   |

## استان‌ها
- استان فروزینونه
- استان لاتینا
- استان ریتی
- استان رم
- استان ویتربو

## ورزشی
این ناحیه نام خود را به باشگاه فوتبال حرفه‌ای لاتزیو، که در سری آ ایتالیا بازی می کند، داده است. بعدها این ناحیه دارای دو باشگاه حرفه‌ای در رده‌بالا شد، که نام دومین باشگاه آن آ.اس رم است که  این باشگاه هم در بالاترین دسته فوتبال ایتالیا نیز بازی می کند. این دو باشگاه در کل ۵ قهرمانی ایتالیا را با آ. اس. رم ۳ قهرمانی و لاتزیو ۲ قهرمانی اخذ نمودند. استادیوم اصلی ورزشی در لاتزیو ورزشگاه المپیک رم در رم می باشد که برای زمان طولانی هر دو تیم را در خودش جای داده و میزبان دربی دلا کاپیتاله در میان دو باشگاه می باشد. این استادیوم همچنین میزبان بازی‌های المپیک تابستانی ۱۹۶۰ و فینال جام جهانی فوتبال ۱۹۹۰ بود. خارج از رم، صحنه فوتبال فقط یک باشگاه دیگر را دارا بود که پیش از آن در  سری آ ایتالیا بازی می کرد، و آن فروزینونه بود.
و بعدها لاتزیو میزبان هیچ رویداد موتوراسپرت برتر نبوده و نیست، ولی پیست واللونگا پیش از آن میزبان مسابقات قهرمانی جهان سوپربایک در موتورسواری بود.